# Mika Waltari
Mika Toimi Waltari (Helsinki, 19 september 1908 - aldaar, 26 augustus 1979) was een Fins schrijver die beroemd werd door zijn romans die levensechte beschrijvingen bieden van oude culturen.
Sinuhe de Egyptenaar (ook verfilmd) en De Romein zijn twee voorbeelden daarvan. Naast romans heeft hij ook korte verhalen, toneelstukken, propagandamateriaal, reisverhalen, sprookjes, hoorspelen, gedichten en filmscripten geschreven.
Werk van Waltari, met name Sinuhe de Egyptenaar, dat uit 1945 dateert, werd in ruim 30 talen vertaald, waaronder het Nederlands. Het is een bewerking van het Oud-Egyptische Verhaal van Sinuhe.

## Biografie
Waltari werd in  1908 geboren in Helsinki. Zijn vader, Toimi Waltari, was een Lutherse dominee. Hij had een oudere broer Samuel en een jonger broertje Erkki. Toimi overleed toen Mika vijf jaar oud was. 
Waltari heeft in Helsinki gestudeerd, eerst theologie, later onder andere filosofie. Hij is in 1931 getrouwd en heeft een dochter gekregen. In de jaren voor de Tweede Wereldoorlog werkte Waltari als journalist en daarnaast schreef hij boeken. Zijn grote doorbraak kwam na de Tweede Wereldoorlog met het boek Sinuhe de Egyptenaar (Fins: Sinuhe egyptiläinen).

## Werken in het Nederlands verschenen
- Wie vermoordde Mevrouw Kroll?, 1940 (Kuka murhasi rouva skrofin?, 1939)
- Een vreemdeling komt op de hoeve, 1942 (Vieras mies tuli taloon, 1937)
- De gekooide vogel, 1943; 1954 (Karin Maununtytär, 1942)[2])
- Antero, 1943 (Antero ei enää palaa, 1940) Vertaald door Johan Van der Woude
- Sinuhe de Egyptenaar, 1949 (Sinuhe egyptiläinen, 1945)[2]
- De avonturier. De lotgevallen en avonturen uit zijn jeugd in vele landen tot het jaar 1527, 1952 (Mikael Karvajalka, 1948) Vertaald door R.K. Broersma-Luomajoki
- In de ban van de Sultan, 1951 (Mikail Hakim) Vertaald door W.A. Fick-Lugten
- De Zwarte Engel, 1954; 1958 (Johannes Angelos, 1952)[2]
- Verdwaald op duizend wegen: Ontboezemingen van een ex-spijkerhandelaar, 1955 (Neljä päivänlaskua, 1949)[2]
- Toerms de onsterfelijke. Etruskische roman uit de jaren 520-450 v. Chr., 1956; 1965 (Turms, kuolematon, 1955)[2]
- Marcus de Romein, 1964 (Valtakunnan salaisuus, 1959) Vertaald door R.K. Broersma-Luomajoki
- De Romein, 1967; 2000 (Ihmiskunnan viholliset, 1964)[3]